# マレーシア・イスラーム美術館
マレーシア・イスラーム美術館（マレー語: Muzium Kesenian Islam Malaysia）は、マレーシアのクアラルンプールにある美術館。1998年12月に設立され、西アジアや中国、東南アジアなどから集められた1万点以上のイスラーム美術品やそれ関連した文献が所蔵されている。

## 歴史
マレーシア・イスラーム美術館はアルブハーリー財団によって1998年12月に設立された。2004年には図書館や、収蔵品の修繕や保護を行う施設が設けられた。

## 建築
マレーシア・イスラーム美術館はクアラルンプールに所在し、近くにはマスジッド・ネガラがある。美術館の建物はイタリア人建築家であるRoberto Monsaniによって設計された。正面玄関はイランの職人によって花の模様のモザイクタイルが施され、屋上にはサファヴィー建築に影響を受けたドームが設けられている。また、美術館には噴水がついた中庭が設けられている。

## 所蔵品
マレーシア・イスラーム美術館には西アジアや中国、東南アジアで制作された工芸品や宝飾品、細密画など1万点以上のイスラーム美術品や、それに関連した文献が所蔵されている。所蔵品はテーマ別に展示されており、2012年時点で建築、クルアーンと書道、インド、中国、マレー世界、宝飾品、服飾、武器と防具、陶磁器とガラス、木工品、硬貨、金属細工の12のギャラリーが設けられている。また、しばしば特別展が開催されており、インド国立博物館や中国の民族文化宮、西北民族大学などとの協力を行っている。